# Botryoideclava thailandica
Botryoideclava thailandica är en stekelart som beskrevs av Hayat 1995. Botryoideclava thailandica ingår i släktet Botryoideclava och familjen växtlussteklar.
Artens utbredningsområde är Thailand. Inga underarter finns listade.